# Reflektor (Kryptologie)
Unter einem Reflektor (englisch reflector), auch als Umkehrwalze (UKW) bezeichnet, versteht man in der Kryptologie, speziell in Zusammenhang mit Rotor-Chiffriermaschinen, eine Komponente, die ein Signal in die Richtung wieder zurückleitet („reflektiert“) aus der es gekommen ist.

## Anwendung

Typischer Walzensatz einer Rotor-Chiffriermaschine (hier mit drei rotierenden Durchgangswalzen) und dem Reflektor (hier genannt „Umkehrwalze“) ganz links. Der rot eingezeichnete Stromfluss erreicht den Reflektor von rechts kommend und wird durch ihn wieder nach rechts zurückgeleitet.

Anwendung fanden Reflektoren bei einigen Schlüsselmaschinen, die nach dem im frühen 20. Jahrhundert aufgekommenen Rotor-Prinzip zur Verschlüsselung arbeiten (siehe auch: Edward Hebern). Prominente Beispiele sind die britische Typex, die japanische San-shiki Kaejiki, die italienische OMI-Maschine, die Schweizer Nema und vor allem die im Zweiten Weltkrieg von der deutschen Wehrmacht verwendete Enigma-Maschine. Insbesondere bei letzterer wird der Reflektor auch als „Umkehrwalze“ (UKW) bezeichnet. Erfunden wurde die UKW in den 1920er-Jahren durch den deutschen Ingenieur Willi Korn (1893–1972), einem Mitarbeiter des Enigma-Erfinders Arthur Scherbius bei der Chiffriermaschinen-Aktiengesellschaft (ChiMaAG) in Berlin, wo die Enigma damals weiterentwickelt und gefertigt wurde. Patentiert war die UKW vom 21. März 1926 ab.

## Vorteile

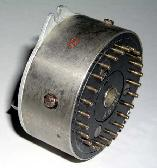
Die Umkehrwalze hat nur Kontakte auf einer Seite und sorgt so dafür, dass der Strom den restlichen Walzensatz ein zweites Mal durchläuft.

Willi Korn erreichte durch die Umkehrwalze, dass das Schlüsselverfahren involutorisch wird, das heißt, wenn bei einer bestimmten Textstelle ein U in ein X verschlüsselt wird, dann würde an dieser Stelle auch ein X in ein U verschlüsselt werden. So vereinfachte er Bedienung und Konstruktion der Maschine, denn man muss nicht mehr zwischen Verschlüsselung und Entschlüsselung unterscheiden. Darüber hinaus erhoffte er sich auch eine Steigerung der Sicherheit, denn der Strom durchfließt den Walzensatz ja nun zweimal. Korn erläutert die (vermeintlichen) Vorteile seiner Umkehrwalze in der Patentschrift:

„Durch diesen Rückgang des Stromes durch den Chiffrierwalzensatz findet eine weitere Verwürfelung statt. Infolge dieser Anordnung ist es möglich, mit verhältnismäßig wenig Chiffrierwalzen auszukommen und trotzdem eine große Chiffriersicherheit aufrechtzuerhalten.“

## Nachteile
Dies war jedoch ein Trugschluss mit weitreichenden Konsequenzen. Zum einen bewirkt die UKW, dass nun kein Buchstabe mehr in sich selbst verschlüsselt werden kann, denn der Strom kann ja in keinem Fall genau den Weg durch den Walzensatz wieder zurücknehmen, den er gekommen ist. Er wird stets auf einem anderen Weg zurückgeleitet, als er zur Umkehrwalze hingeflossen ist. Mathematisch spricht man hier von fixpunktfreien Permutationen. Diese Einschränkung mag als unwesentliche Kleinigkeit erscheinen, tatsächlich bedeutet dies jedoch eine drastische Reduzierung der zur Verschlüsselung verfügbaren Alphabete und darüber hinaus eine neue Angreifbarkeit des Geheimtextes. Durch die Vermeidung von Fixpunkten werden Aussagen über den Text möglich, die bei der Entzifferung eine ganz wesentliche Hilfe sind. Die britischen Codebreakers von Bletchley Park prägten dafür den Merksatz „Nichts ist jemals es selbst.“ Weiß der Angreifer, dass niemals ein Buchstabe die Verschlüsselung seiner selbst ist, dann eröffnet ihm diese Kenntnis Abkürzungen, und er muss nicht mehr mühsam jeden einzelnen Fall abarbeiten (siehe auch: Kryptographische Schwächen und Entzifferung der Enigma).
Erfolgreiche – in der Praxis sich als „unbrechbar“ erweisende – Chiffriermaschinen, wie beispielsweise die amerikanische Sigaba, vermieden die Verwendung eines Reflektors.